# かぞくのひけつ
『かぞくのひけつ』は、2006年12月2日公開の日本映画。大阪の十三（じゅうそう）にある映画館・第七藝術劇場の復活を記念して作られた。

## ストーリー
大阪・十三（じゅうそう）の商店街。地元の高校に通う賢治（久野雅弘）には、つきあって半年になる彼女・典子（谷村美月）がいるのだが、キスどころか手を繋ぐこともできないでいる。というのも、女癖の悪い父・宏治（桂雀々）の因果が子に報い、性病に罹ったと思い込んでいる（童貞にもかかわらず）からなのだ。かといって、積極的に治療することはおろか、事実を突き止めることすらできないでいるような「ヘタレ」だった。そして、ウジウジと悩むばかりの賢治を見て不安になるばかりの典子は、いつしかスポーツ万能で学年一のモテ男・立花に心惹かれていく。
一方、商店街で不動産屋を営む両親にも、幾度目かの離婚の危機が迫っていた。母・京子（秋野暢子）から頼まれた「バイト」で父を尾行していた賢治が、父の愛人・ゆかり（ちすん）に見つかってしまい、父のついていた嘘がバレてしまったのだ。京子と直談判して、離婚させると息巻くゆかりを何とか抑えた賢治だった。翌日、学校帰りの賢治が目にしたのは、不動産屋のバイト募集に応じて来たゆかりの姿だった。

## キャスト
- 久野雅弘（島村賢治役）- 主人公。性病かも、と怯えてカノジョに手を出せない高校生
- 秋野暢子（島村京子役）- 賢治の母。
- 桂雀々（島村宏治役）- 賢治の父。女にだらしないが気のいい不動産屋。
- ちすん（大澤ゆかり役）- 宏治の愛人。宏治の嘘を知り、島村不動産のアルバイト募集に応じてくる。
- 谷村美月 - 桜井典子（賢治のカノジョ）
- テント(旧名 大空テント)（天道役）- 怪しげな漢方薬屋の店主。
- 九十九一（福田役）- 宏治の友人。
- 長原成樹（新井役）- 宏治の友人。
- 水木薫 - 桜井初枝（典子の母）
- 荒谷清水 - 寄合いの司会
- 飯島順子 - 青木千景
- 小堀正博 - 村田浩明
- 平野麻樹子 - ミキ
- 南方英二 - 近藤（一軒家の家主）
- 浜村淳 - 性病科の医師
- 桜井一枝 - 性病科の看護師

## スタッフ
- 配給・宣伝：シマフィルム、第七藝術劇場、スローラーナー
- 製作：志摩敏樹
- プロデューサー：中村有孝
- 脚本：小林聖太郎、吉川菜美
- 撮影：近藤龍人
- 録音：石寺健一
- 美術：宇山隆之
- 音楽：Flat Three
- 編集：鈴木真一、小林由加子
- 編集監修：宮島竜治
- 演出部応援：武正晴
- 監督：小林聖太郎

## 劇場公開
- 大阪 - 第七藝術劇場（2006年12月2日〜2007年4月20日）
- 京都 - 京都シネマ（2006年12月2日〜15日）
- 神戸 - 神戸アートビレッジセンター（2007年4月6日〜4月20日）
- 名古屋 - シネマスコーレ（2007年4月6日〜4月20日）
- 東京 - ユーロスペース（2007年12月22日〜2008年1月25日/レイトショー）
- 東京 - ポレポレ東中野（2008年1月19日〜2月1日）
- 神戸 - 神戸映画資料館（2008年4月26日(土)〜5月3日(土)）
- 札幌 - シアターキノ（2008年6月7日〜6月13日）
- 東京 - 下高井戸シネマ（2008年5月26日(月)〜5月31日(土)）
- 横浜 - シネマ・ジャック&ベティ（2008年7月5日(土)〜7月11日(金)）

## 受賞／映画祭出品など
- 2007年3月 第2回おおさかシネマフェスティバル新人賞（谷村美月）、新人賞（桂雀々）、新人監督賞（小林聖太郎）
- 2007年3月 2006年度第47回日本映画監督協会新人賞（小林聖太郎）
- 2007年8月 第32回湯布院映画祭
- 2007年11月 第3回甲賀映画祭
- 2007年11月 小津安二郎記念蓼科高原映画祭
- 2008年2月 第17回あきた十文字映画祭
- 2008年4月 第8回Nippon Connection（フランクフルトにて開催）
- 2008年10月 KAWASAKIしんゆり映画祭2008
- 2008年11月 新藤兼人賞2008 金賞

## テレビ放送
- 2008年8月　ペーパービューチャンネルにて有料放送

## 関連書籍
- 『映画芸術』2006年秋号 -- 監督インタビュー掲載。
- 『SWITCH』2007年11月号 -- 監督インタビュー掲載。
- 『装苑』2008年1月号 -- 2008注目する人特集掲載。
- 『'06年鑑代表シナリオ集』--シナリオ掲載。
- 『シナリオ』2008年1月号--シナリオ掲載。